# Chenab

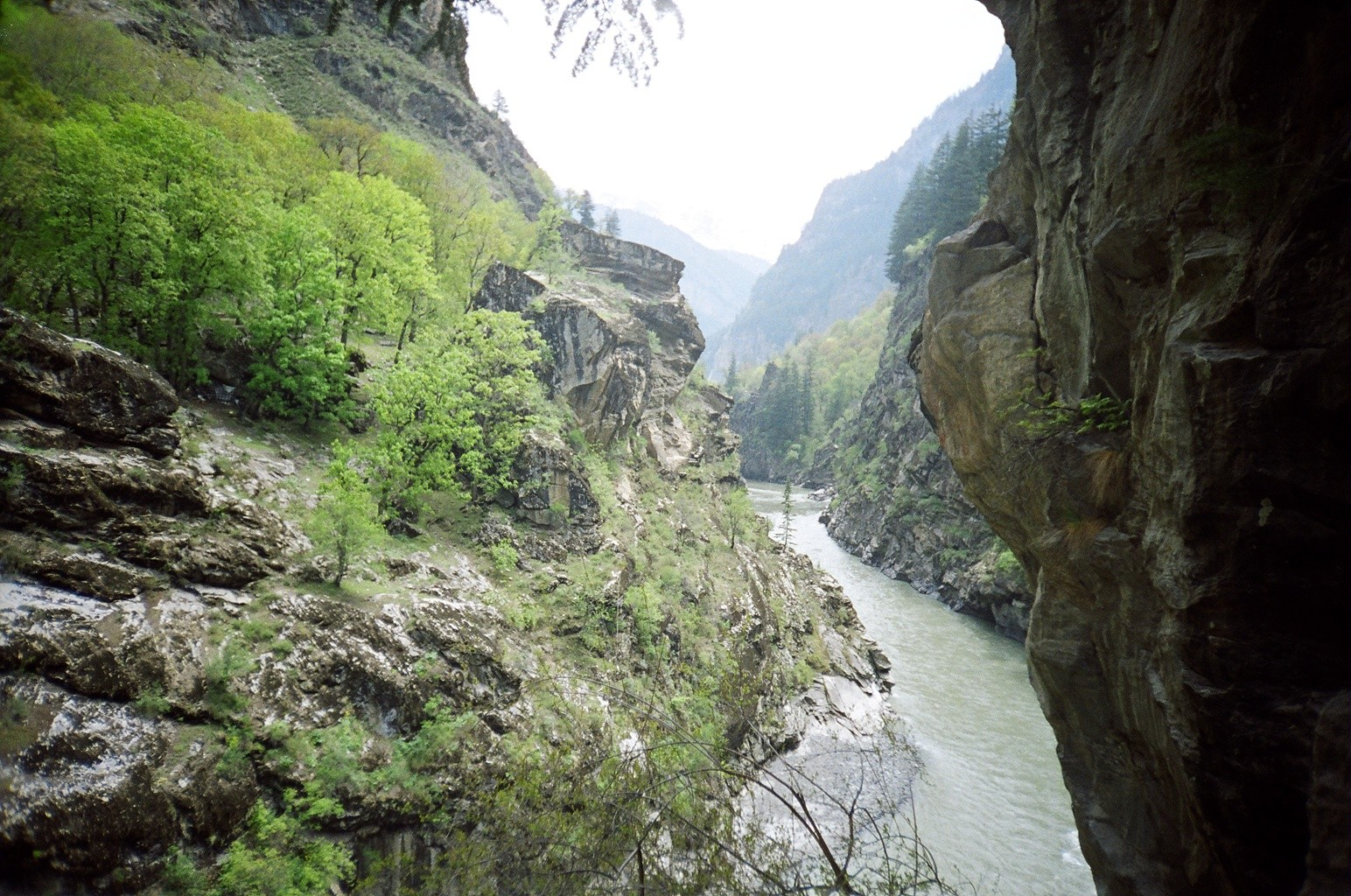
Riu Chandrabhagha a Himachal Pradesh

El Chenab —ਚਨਾਬ en panjabi:, चनाब en hindi:, چناب en urdú, literalment «riu de la Lluna», chan = 'lluna', aab = 'riu'; el seu nom clàssic fou Acesines — és un dels principals rius de Panjab, format per la confluència del riu Chandra i el riu Bhaga a Tandi. Neix a Himachal Pradesh, passa per Caixmir i baixa fins a la plana del Panjab; se li uneix el Jhelum a Trimmu, i després el Ravi; i s'uneix al Sutlej prop de Uch Sharif formant el Panjnad o Cinc rius (el cinquè és el riu Beas). Finalment, el Chenab desaigua a l'Indus a Mithankot, al Pakistan. D'acord amb el tractat amb l'Índia, les aigües del riu foren concedides a Pakistan.
L'estiu del 326 aC, l'exèrcit d'Alexandre el Gran era a la vora d'aquest riu. Creuar-lo fou difícil a causa de la força de l'aigua; l'amplada era d'uns 3 km. El riu passava antigament pel lloc de la moderna Lahore, on alguns situen la capital del rei Porus, l'enemic d'Alexandre el Gran; més probablement, el riu formava el límit oriental del regne; el riu Hidaspes (Jhelum) formava el seu límit occidental.